# Eduard von Zychlinski
Konstantin Sigismund Eduard von Zychlinski (* 9. Mai 1795 in Dyck, Kreis Deutsch Krone; † 24. September 1858 in Berlin) war ein deutscher Landrat und Politiker.
Eduard von Zychlinski war der Sohn des Ritterschaftsrats und Herrn auf Dyck und Stranz, Johann Carl von Zychlinski, und dessen Ehefrau Caroline Eleonore, geborene von der Goltz aus dem Haus Zuetzer. Zychlinski, der evangelischer Konfession war, heiratete 1818 in Gernsdorf, Kreis Bütow Ernestine Antoinette Caroline von Schwichow (* 3. Mai 1800 in Gersdorf; † 29. April 1883 in Dresden), die Tochter des Herren auf Gersdorf und Petersdorf, August Wilhelm von Schwiechow. Sein älterer Bruder Wilhelm von Zychlinski wurde Landrat im Kreis Meseritz. Die Brüder Oskar von Zychlinski (1824–1878), Mitglied des Preußischen Abgeordnetenhauses, und Hermann von Zychlinski (1825–1886), Mitglied des Preußischen Herrenhauses, waren seine Neffen.
Eduard von Zychlinski war Herr auf Stranz im Kreis Deutsch Krone. 1829 wurde er kommissarischer Verwalter des Landratsamtes seiner Kreises, von 1833 bis 1851 war er dort Landrat. 1851 wurde er als Geheimer Regierungsrat pensioniert.
Er war Mitglied im Provinziallandtag der Provinz Preußen. 1847 gehörte er dem Vereinigten Landtag an. Von 1850 bis 1852 war er Mitglied der II. Preußischen Kammer und 1853 bis 1854 der I. Preußischen Kammer. 1850 war er Mitglied im Volkshaus des Erfurter Unionsparlaments.
Er wurde mit dem Roten Adlerorden 4. Klasse und dem russischen St. Stanislausorden 2. Klasse ausgezeichnet.